# عشق الجنس مع المبتورين
عشق الجنس مع المبتورين أو الأكروتوموفيليا (بالإنجليزية: Acrotomophilia) يشير إلى الانجذاب الجنسي نحو المبتورين أو الذين فقدوا طرف أو أكثر من أطراف جسدهم.

## اقرأ أيضا
- شذوذ جنسي
- إعاقة